# 奧河
50°56′25″N 7°44′54″E / 50.940369°N 7.748196°E
奧河（德語：Aubach），是德國的河流，位於該國西部，處於北萊茵-威斯特法倫州，屬於維爾河的左支流，處於賴希斯霍夫，河道全長4.2公里，流域面積8.5平方公里。